# Alfabregueta
Alfabregueta o espinadella (Stachys ocymastrum) és una lamiàcia present per tot arreu dels Països Catalans.

## Etimologia
- Stachys: nom genèric que deriva del llatí Stachys, -yos, que procedeix del grec στάχνς, "espiga", en particular la de blat, per l'aparença de les inflorescències. Usat per Plini el Vell (24, LXXXVI, 136) per a una planta no identificada, potser del gènere Stachys. Curiosament, la descriu com semblant al porro (Allium ampeloprasum var. porrum ), però de fulles més llargues i nombroses i de flors grogues ("Ea quoque, quae stachys vocatur, porri similitudinem habet, longioribus foliis pluribusque et odoris iucundi colorisque in luteum inclinati.").
- ocymastrum: epítet llatí que fa al·lusió a la semblança de les fulles amb les de l'alfàbrega, ὤκιμον (ṓkimon) en grec.

## Descripció
Teròfit, per tant anual i rarament biennal, de 12 a 110 cm. Tiges simples o ramificades, més o menys piloses, amb pèls llargs, sedosos, brillants, a vegades de base engrossida, amb pèls glandulífers. Les fulles de 6,5 x 5 cm són ovades, més o menys cordades en la base, amb dents de vegades planes, corbades cap amunt, mucronades i llargament peciolades les de baix (fins a 5,5 cm). La inflorescència està formada per 4 a 18 verticil·lastres amb 2 a 6 flors cadascun, més o menys separats, en general pròxims en la part apical. Les bràctees són xicotetes i igual que les fulles, però sèssils, i les apicals senceres, amb un mucró, en general amb molta pilositat al marge. Presenta bractèoles minúscules als verticil·lastres apicals. Les flores tenen un pedicel d'1 mm. El calze és campanulat, pilós amb el tub engrossit basalment durant la fructificació. Acabat en dents, generalment la superior és una mica major, llargament apuntades, quasi espinoses, amb àpexs de color groc palla. La corol·la és oberta, pilosa per fora, groga, amb el llavi superior més clar, a vegades amb llavis clarament discolors; el llavi superior és bilobulat, amb lòbuls de 2-3 mm i erecte, mentre que el llavi inferior presenta un gran lòbul central espatulat, a vegades emarginat, amb 2 xicotets lòbuls laterals, amb taques fosques a l'interior. Els estams exserts del tub, amb teques alineades amb el filament. El fruit és una núcula d'uns 2 mm, quasi esfèrica o trígona, de superfície quasi llisa a verrucosa, i color fosc o gris clar jaspiat. Floreix d'abril a juny. 2n = 18.

## Hàbitat
Creix en herbassars més o menys nitrificats, bases de penya, en comunitats moderadament nitròfiles (camps de cultiu de secà, vores de camins i llocs alterats), amb indiferència edàfica, des del nivell del mar als 1000 m d'altitud. Creix a plena llum encara que suporta l'ombra. Pot suportar grans variacions de temperatura, creixent en sòls secs i dèbilment àcids, però amb riquesa de nutrients. Aquesta planta és indicadora de sequedat moderada i riquesa de nutrients al sòl.

## Distribució
Apareix a l'oest de la regió mediterrània, Creta, Madeira i Canàries. Dispersa sobretot per la meitat sud de la península Ibèrica, zones litorals mediterrànies i Balears.

## Galeria

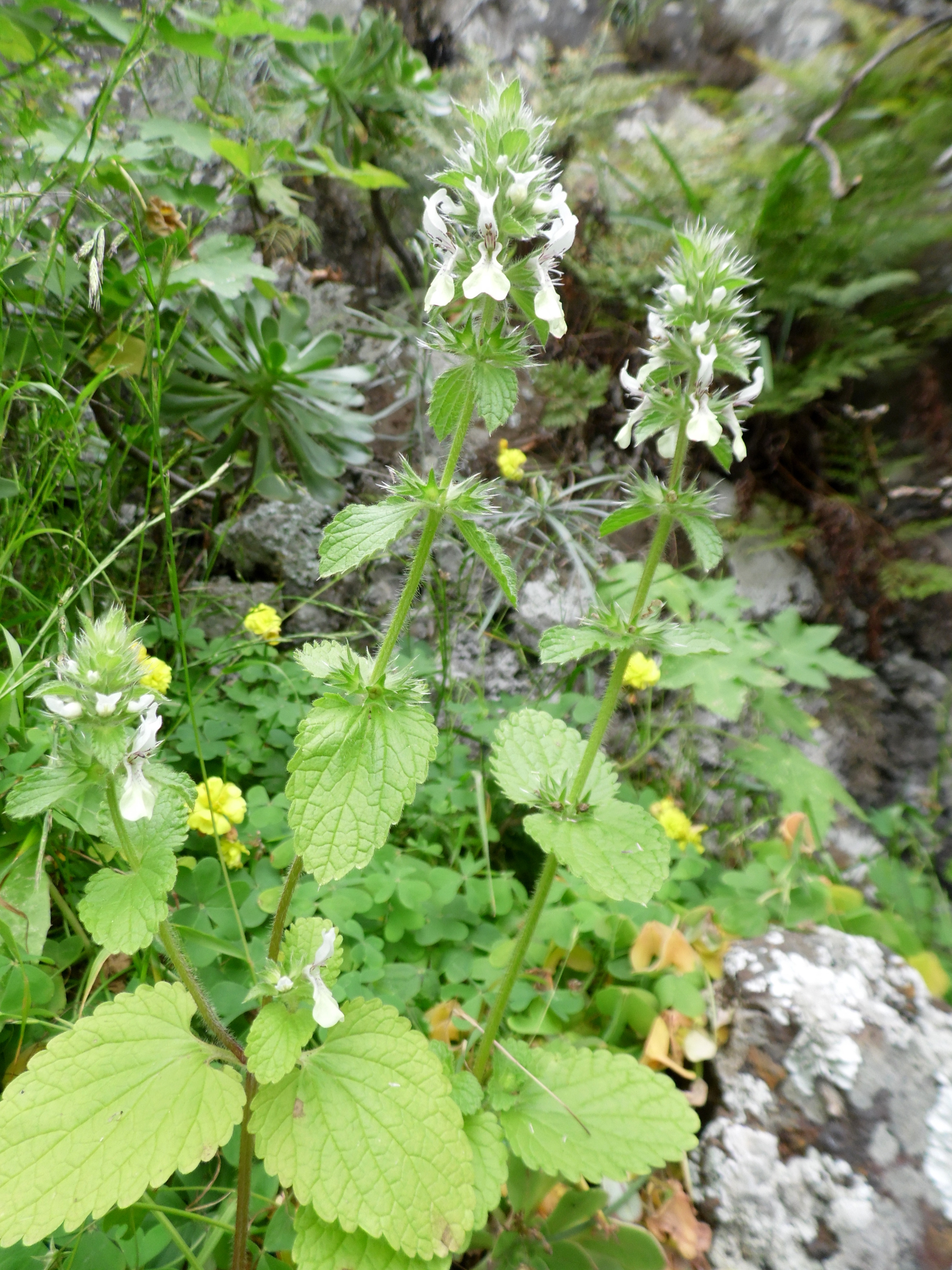
Individu en camp.
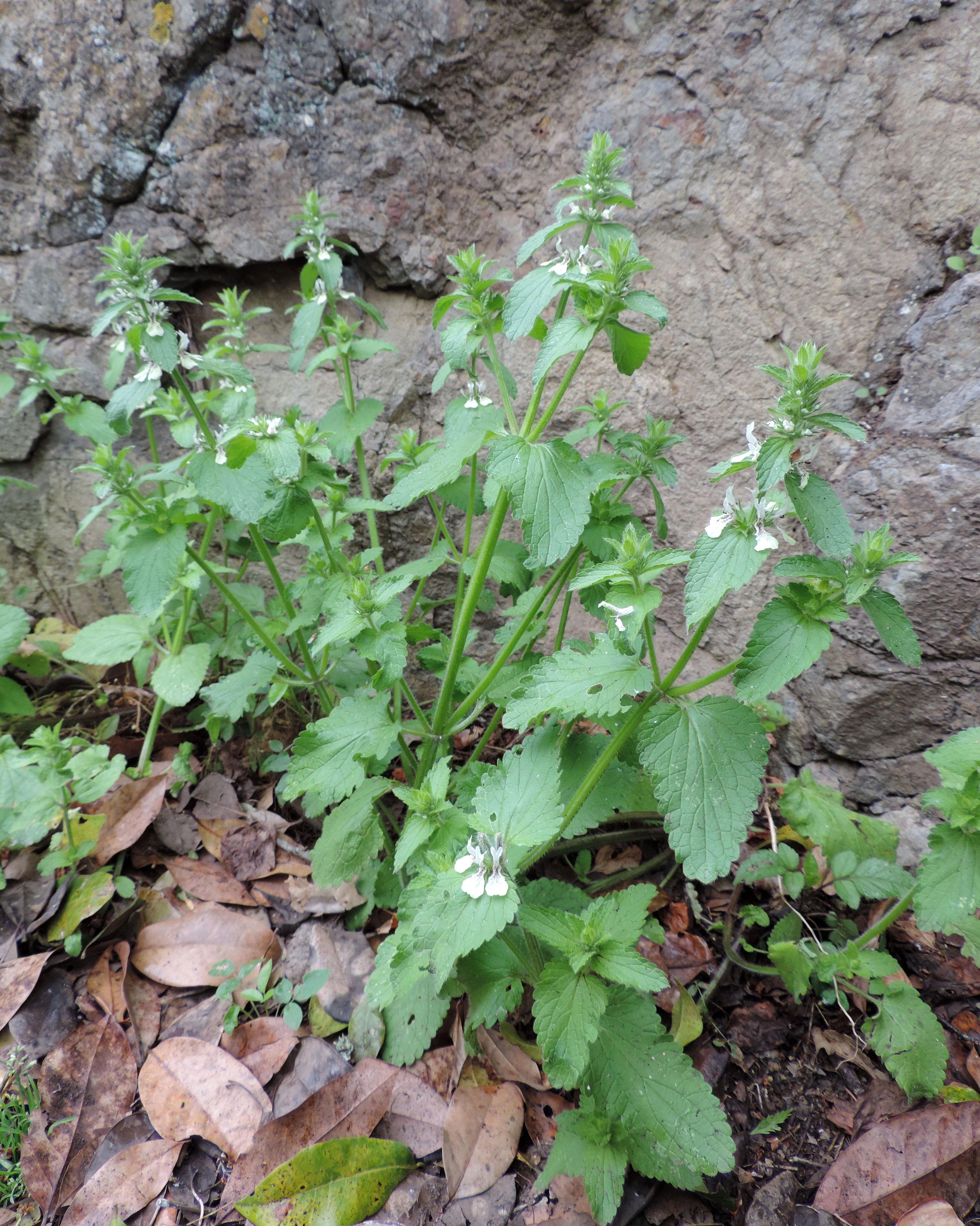
Individu en camp.
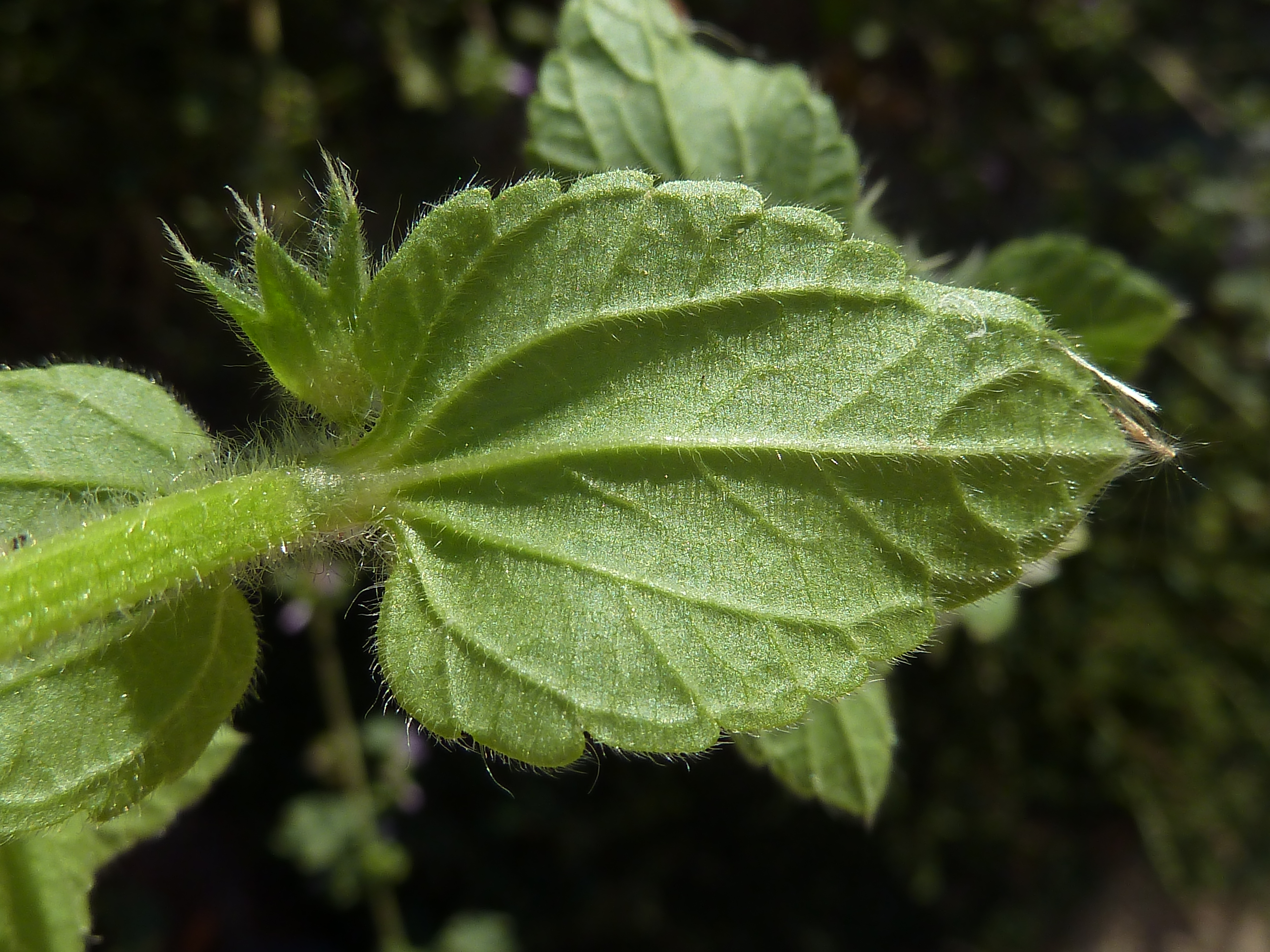
Detall de la fulla.
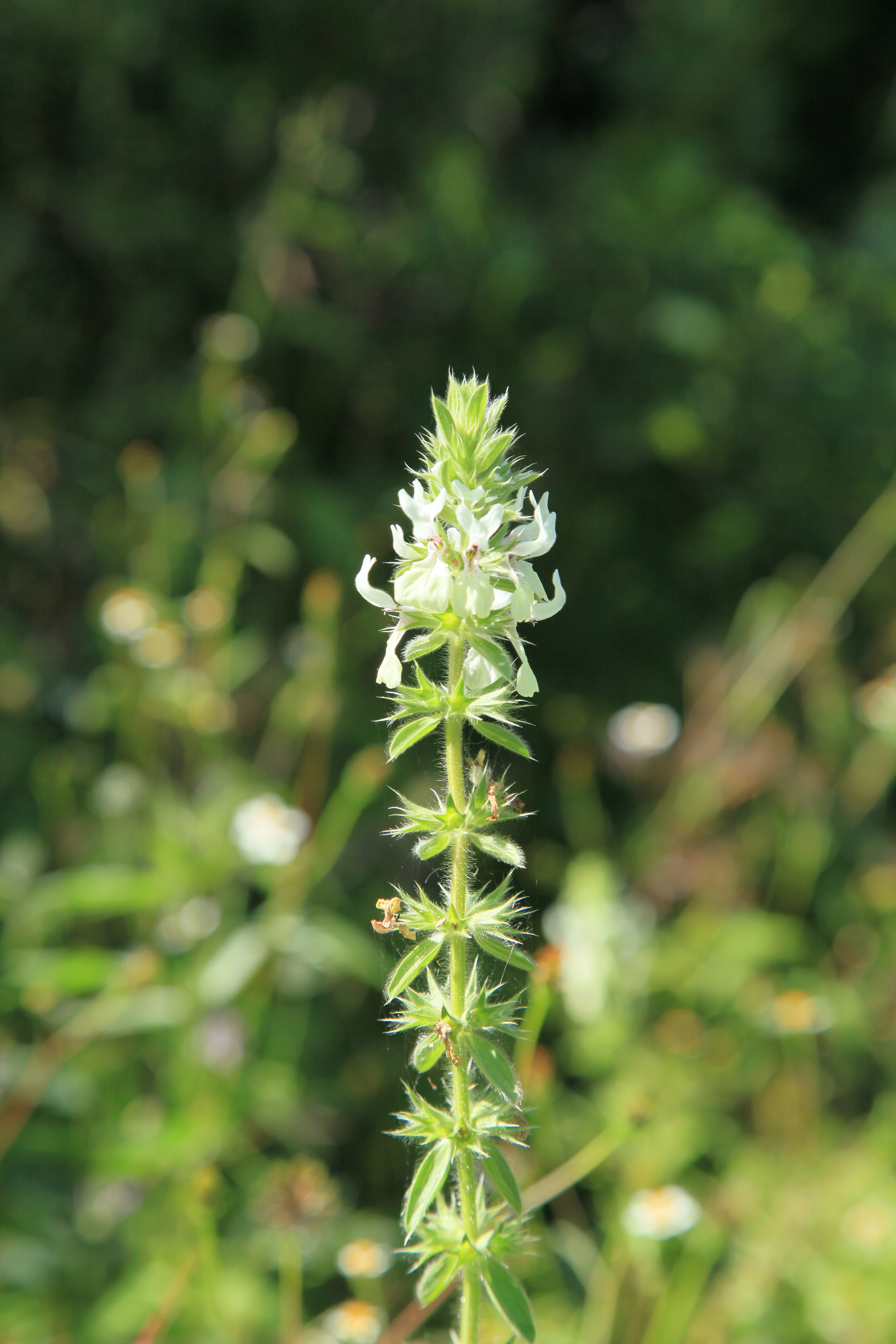
Inflorescència.
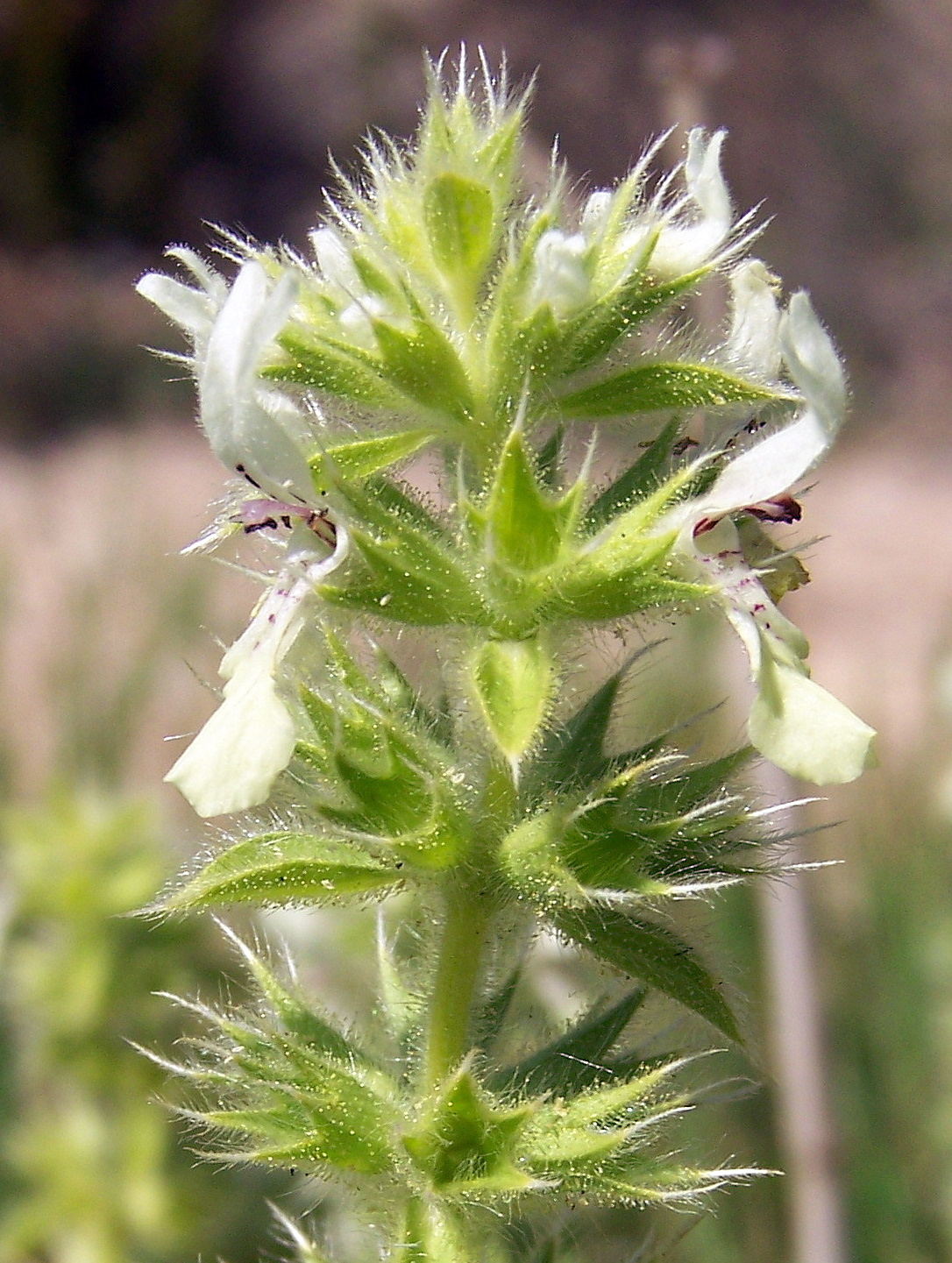
Detall del calze.
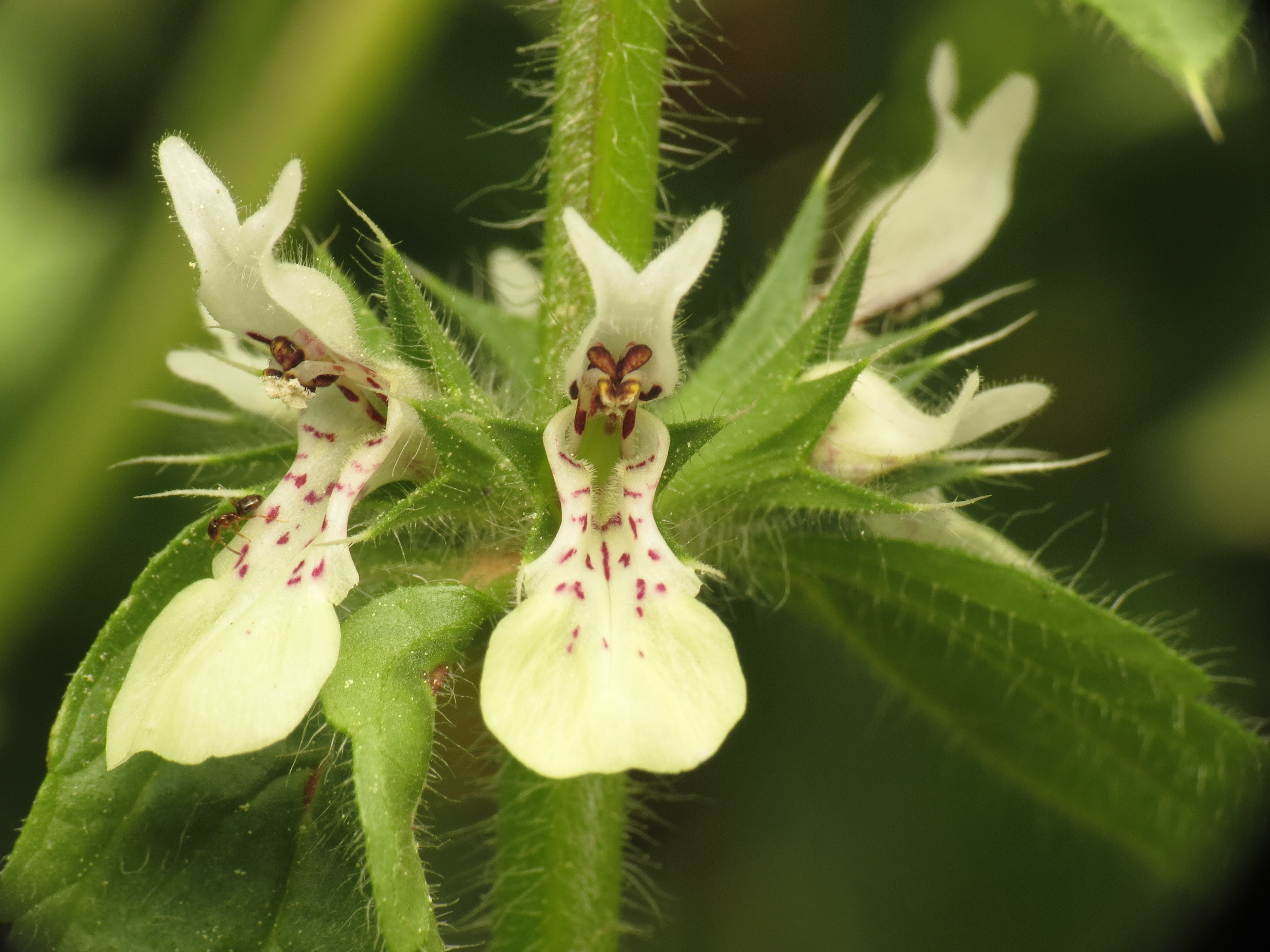
Verticil·lastre.
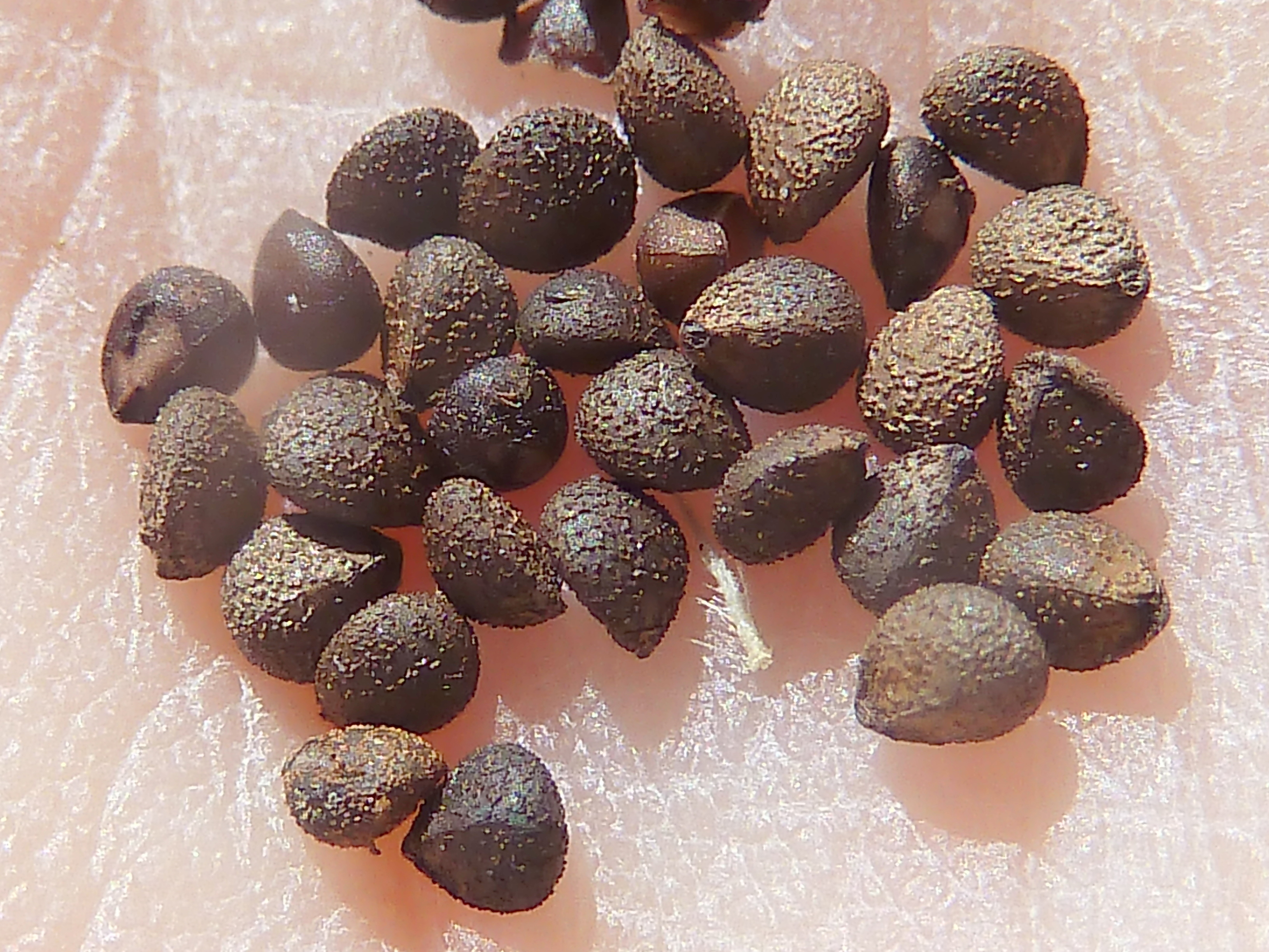
Llavors.